# عبدالحمید محتشم
عبدالحمید محتشم، در کنار حسین الله کرم یکی از مؤسسین و دبیرکل انصار حزب‌الله است او همچنین سردبیر نشریه یالثارات الحسین است وی به همراه الله کرم و حمید استاد در نهم خرداد ۱۳۹۷ در لیست تحریم ایالات متحده آمریکا قرار گرفت.
انصار حزب‌الله یکی از قویترین گروه‌های تندرو (راست افراطی) در جمهوری اسلامی است که نفوذی غیر متعارف در میان مسئولین رده بالای دولتی و فرماندهان سپاه پاسداران انقلاب اسلامی و مسئولین امنیتی و اطلاعاتی و مجلس شورای اسلامی دارد گفته می‌شود این گروه که ملقب به لباس شخصی‌ها هستند .

## تحریم وزارت خزانه‌داری ایالات متحده آمریکا
در ۹ خرداد ۱۳۹۷، وزارت خزانه‌داری ایالات متحده آمریکا عبدالحمید محتشم و الله کرم و حمید استاد از مسئولان انصار حزب‌الله را به دلیل نقش در نقض حقوق بشر مورد تحریم قرار داد.
بر اساس بیانیه این وزارتخانه، عبدالحمید محتشم به عنوان یکی از بنیانگذاران انصار حزب‌الله، نقش مهمی را در نظارت بر اقدامات این گروه ایفا می‌کند. اظهارات محتشم مبنی بر فرستادن نیروهای انصار حزب‌الله به خیابان‌ها برای مبارزه با بی‌حجابی از دیگر دلایلی است که برای تحریم وی عنوان شده‌است.